# Visão (revista brasileira)
A revista Visão foi uma publicação semanal de informação geral brasileira que circulou de 1952 a 1993, passando por vários proprietários e diferentes orientações editoriais. Nos anos 1960 e 1970, chegou a ser uma revista importante, referência nacional em cobertura jornalística econômica e política, local e internacional, com investimento em grandes reportagens.
Fundada em 1952 no Rio de Janeiro pelo grupo estadunidense Vision Inc., em 1957 teve sua sede transferida para São Paulo. Em 1972, o diretor comercial da revista e publicitário Said Abrahim Farhat comprou a revista. Ele manteve o caráter de independência dos repórteres e fotógrafos. Mas em 1974 Farhat vendeu a publicação para o empresário Henry Maksoud, dono do hotel Maksoud Plaza, que mudou o perfil editorial e tornou-a identificada com a ideologia liberal. Mesmo sob a época da censura, criticava o estatismo, o desenvolvimentismo e o intervencionismo econômico do regime militar brasileiro, ao mesmo tempo em que condenava o sindicalismo e as políticas sociais.
A revista foi pioneira em diversas iniciativas, com destaque para a publicação do anuário Quem é Quem na Economia Brasileira, formato que inspirou o lançamento de diversas publicações semelhantes no Brasil.
Na década de 1990 a revista foi vendida para o grupo DCI Shopping News, de Hamilton Lucas de Oliveira. Com problemas financeiros, Visão deixou de circular definitivamente em 1993.